# フェニ川
座標: 北緯22度46分 東経91度26分 / 北緯22.767度 東経91.433度
フェニ川（ベンガル語: ফেনী নদী(フェニ・ノディ)、英語: Feni River）は、インドトリプラ州南トリプラ県を水源とし、バングラデシュを経てベンガル湾に注ぐ国際河川である。

## 流域
フェニ川はインドのトリプラ州南トリプラ県を水源としてサブルームの町を経て、国境を流れてからバングラデシュに入り、チッタゴン管区ノアカリ県を水源とするムフリ川と河口近くで合流しベンガル湾へと注いでいる。河口からおよそ80キロメートル (50 mi)上流にあるラムガルまでは小舟での航行が可能である。

## 係争
川の水資源の取り分問題はインドとパキスタンの間で1958年に議論がされ始めた。その後、バングラデシュのジュマ民族迫害や同国内のこの川の流域の河岸浸蝕によって多くの難民が生まれ、この川を使った。
2007年のパキスタンからの報告では「インドはフェニ川のバングラデシュ側の河岸浸蝕問題を解決する見返りとして、この川の水を引き込んで灌漑しようとしている」と述べられている。他方で、同年にインド側から出された、バングラデシュの川の水の取り分に関する報告には「フェニ川は第36回共同河川会議で委員会の管理地域に加えられた。この決定は開発が棚上げされている同地を両国の水資源大臣が訪れて行われた。この、国際河川における地域振興及び洪水対策に関する共同委員会は2006年9月14日から同月21日にかけて開催された。」と記されている。

## 内陸港
インドのトリプラ州南トリプラ県に所在するサブルームの町は河口のベンガル湾から僅かに18 - 20キロメートル (11 - 12 mi)ほどの距離である。しかしながら、河口はバングラデシュであるため、インド単体で見れば海に面していない。そこで、もしバングラデシュが許可するのであればサブルームに内陸港を建設できるのではないか、という発想が存在している。この港が出来れば、トリプラ州を始めとする北東インドへの物資の輸送費は大幅に減ると予想されているが、2007年時点で工事の動きはない。

## 橋
2010年12月にはサブルームとラムガルを結ぶ150-メートル (490 ft)程の橋の建設が始まった。完成すればこの橋はインド東部からアッサム州を経由せずに交易の出来る初めてのルートとなる。
2015年6月にインド首相のナレンドラ・モディとバングラデシュ首相のシェイク・ハシナによって橋の工事記念碑が設立された。この橋と橋へ繋がる両国の道路の工事費はインド持ちで、トリプラ公共事業部門がこのプロジェクトの実行を担っている。完成すればトリプラ州はバングラデシュ国内を経てチッタゴンの港へとアクセスできるようになり、北東インドへ重機を搬入する事も可能になるとされている。